# Orosei

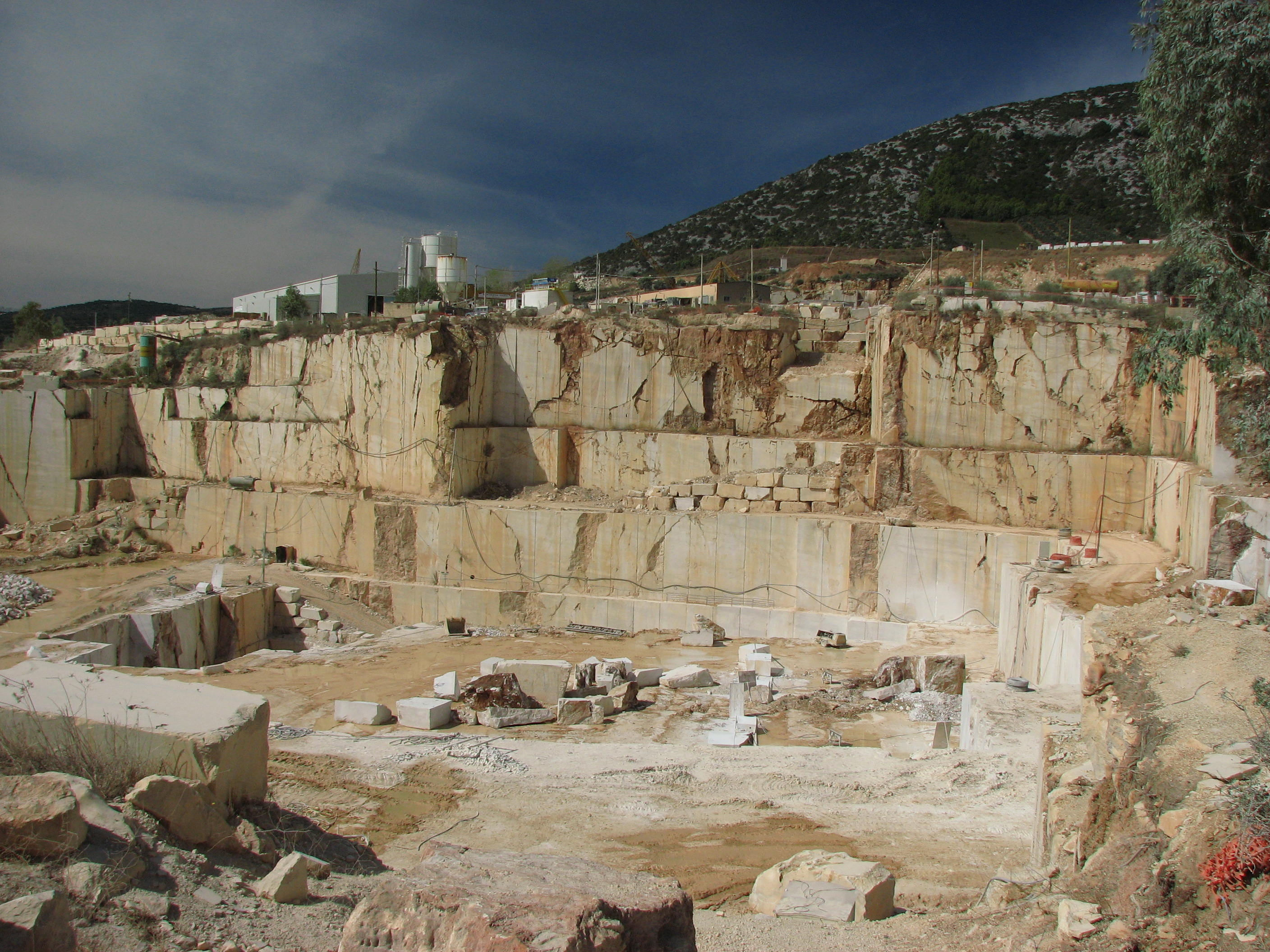
W pobliżu Orosei wydobywa się biały marmur

Orosei – miejscowość i gmina we Włoszech, w regionie Sardynia, w prowincji Nuoro.
Według danych na rok 2019 gminę zamieszkiwały 6928 osoby, 76 os./km². Graniczy z Dorgali, Galtellì, Onifai i Siniscola.